# Papilio aristophontes
Papilio aristophontes је врста лептира из породице једрилаца (лат. Papilionidae).

## Распрострањење
Комори су једино познато природно станиште врсте.

## Станиште
Врста Papilio aristophontes има станиште на копну.

## Угроженост
Ова врста се сматра угроженом.